# Duca di Aveiro
Il Ducato di Aveiro era un titolo aristocratico portoghese, concesso nel 1535 da Giovanni III del Portogallo per il cugino di quarto grado, Giovanni di Lencastre, figlio dell'infante Giorgio di Lencastre, figlio naturale del re Giovanni II del Portogallo.
Giovanni di Lencastre era già Marchese di Torres Novas quando il re gli concesse il nuovo titolo di duca di Aveiro. Più tardi, i loro discendenti appoggiarono Filippo II di Spagna nel corso della crisi di successione portoghese. Pertanto, i duchi diventato la seconda famiglia aristocratica del Portogallo, dopo quella di Braganza.
Raimondo di Lencastre, IV duca di Aveiro mantenne il tradizionale sostegno alla Casa d'Asburgo, anche dopo il 1640. Pertanto le proprietà di famiglia furono confiscate dai nuovi re della dinastia Braganza, morendo senza figli, gli succedette lo zio, Pietro di Lencastre, già arcivescovo di Évora ed  inquisitore.
Alla sua morte gli succedette la nipote, Maria de Guadalupe di Lencastre, sposata con il duca di Los Arcos. Tornò in Portogallo con il suo figlio minore, mentre il marito e suo figlio maggiore rimasero in Spagna. Riguadagnò il controllo della sua casa e delle proprietà e ha riconosciuto la regalità della famiglia reale.
José de Mascarenhas da Silva e Lencastre (1708–1759) fu l'8º duca di Aveiro. Per la sua partecipazione all'affare Tavora (una cospirazione contro il re), tutti i possedimenti del ducato di Aveiro vennero confiscati, distrutti gli stemmi nei luoghi pubblici, demolite le case e vendute le terre. Il titolo si estinse nel 1759. José de Mascarenhas si ricorda anche per aver commissionato 16 statuette in argento all'orafo francese Ambroise-Nicolas Cousinet, eseguite nel 1757 e conservate oggi a Lisbona.
Tuttavia nel 1939, Duarte Nuno, duca di Braganza, autorizzò l'uso del titolo a Caetano Henriques Pereira Faria Saldanha de Lancastre, conte di Alcáçovas. Eppure, ci sono alcuni parenti della famiglia di José de Mascarenhas da Silva e Lencastre nella città di Aveiro (famiglia Ramos-Sarrico) e in Alcáçovas.